# Nhóm ngôn ngữ Britton
Nhóm ngôn ngữ Britton, nhóm ngôn ngữ Brython hay nhóm ngôn ngữ Celt đảo Anh (tiếng Wales: ieithoedd Brythonaidd/Prydeinig; tiếng Cornwall: yethow brythonek/predennek; tiếng Breton: yezhoù predenek) là một trong hai nhánh của nhóm ngôn ngữ Celt hải đảo; nhánh kia là nhóm ngôn ngữ Goidel.
Các ngôn ngữ Britton bắt nguồn từ tiếng Britton chung, một ngôn ngữ được nói khắp phần đảo Anh nằm về phía nam Firth of Forth vào thời kỳ đồ sắt và thời thuộc La Mã. Thêm nữa, về phía bắc Firth of Forth, có tiếng Pict ít nhiều liên quan đến tiếng Britton chung. Vào thế kỷ V-VI, người từ đảo Anh di cư tới châu Âu lục địa, chủ yếu đến Bretagne và Britonia. Trong vài thế kỷ tiếp đó, tiếng Britton chung tách ra thành nhiều phương ngữ, dần dà trở thành tiếng Wales, tiếng Cornwall, tiếng Breton và tiếng Cumbria. Tiếng Wales và tiếng Breton đến nay vẫn là bản ngữ dùng trong cộng đồng, còn tiếng Cornwall đang trải qua quá trình phục hồi. Tiếng Cumbria đã mất hẳn và bị tiếng Gael và tiếng Anh thế chỗ. Trên đảo Man và Orkney có lẽ cũng từng có thứ tiếng Britton nào đó, song đã bị ngôn ngữ khác thay thế từ lâu. Do di cư, ngay nay còn có một số người nói tiếng Wales ở Y Wladfa (kiều dân Wales ở Patagonia).